# Огаки (княжество)

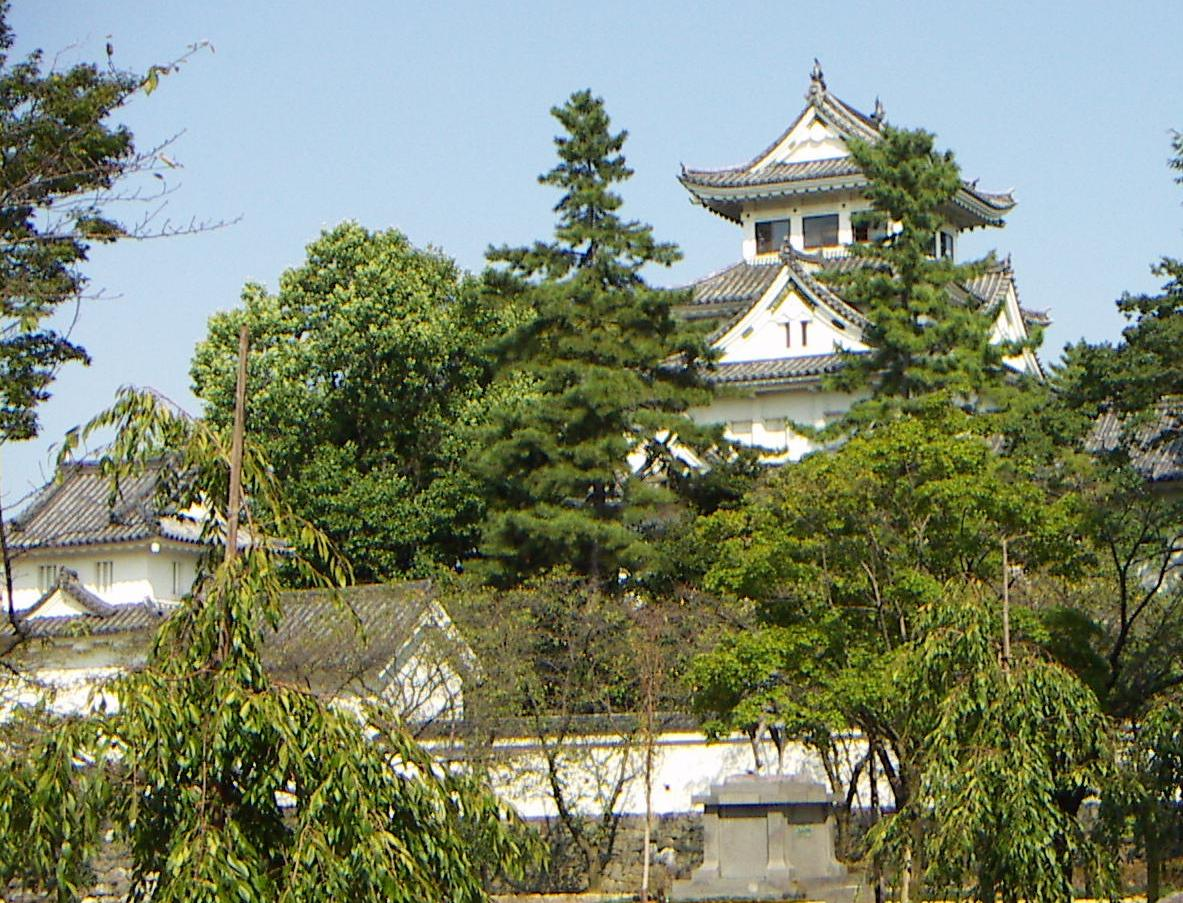
Замок Огаки

Княжество Огаки (яп. 大垣藩 Огаки-хан) — феодальное княжество (хан) в Японии периода Эдо (1600—1871), в провинции Мино региона Тосандо на острове Хонсю (современная префектура Гифу).

## История княжества
Административный центр княжества: замок Огаки (современный город Огаки, префектура Гифу).
Доход хана:
- 1600—1616 годы — 50 000 коку риса
- 1616—1624 годы — 20 000 коку
- 1624—1633 годы — 50 000 коку риса
- 1633—1635 годы — 60 000 коку
- 1635—1871 годы — 100 000 коку риса

Исторически сложилось, что район Огаки был очень важным транзитным пунктом из провинции Мино в провинцию Оми. Эта территория была жизненно важна для Сайто Досана, а затем для Оды Нобунаги.
В период Эдо (1603—1868) правящие роды княжества Огаки менялись несколько раз, пока в замке Огаки не утвердился род Тода, владевший ханом до Реставрации Мэйдзи.
Княжество Огаки было образовано в 1600 году после битвы при Сэкигахара. Его первым правителем стал Исикава Ясумити (1554—1607), с 1590 года владевший доменом Наруто (провинция Кодзукэ) с доходом 20 000 коку. В 1607 году ему наследовал отец Исикава Иэнари (1534—1609), генерал Токугава Иэясу. В 1609 году третьим правителем Огаки-хана стал Исикава Тадафуса (1572—1659), приёмный сын Исикавы Иэнари. В 1616 году Исикава Тадафуса был переведён в Хита-хан (провинция Бунго).
В 1616 году Огаки-хан получил во владение Мацудайра Тадаёси (1582—1624), бывший правитель Сэкиядо-хана в провинции Симоса. В 1624 году ему наследовал второй сын Мацудайра Норинага (1620—1647), который в том же году был переведён в Коморо-хан (провинция Синано).
В 1624 году княжество было передано Абэ Наганори (1568—1632), ранее правившему в Фукутияма-хана (провинция Тамба). В 1632 году следующим даймё Огаки-хана стал его старший сын Абэ Нобукацу (1597—1668), который в 1633 году был переведён в Тацуно-хан (провинция Харима).
В 1633—1635 годах Огаки-ханом владел Мацудайра Садацуна (1592—1652), ранее правивший в Ёдо-хане (провинция Ямасиро). В 1635 году он был переведён в Кувана-хан (провинция Исэ).
С 1635 по 1871 год княжеством управлял род Тода. В 1635 году первым даймё из рода Тода стал Тода Удзиканэ (1576—1655), ранее правивший в Амагасаки-хане (провинция Сэтцу). Его потомки правили в домене вплоть до 1871 года.
Во время Войны Босин (1868—1869) Огаки-хан вначале находился на стороне сёгуната Токугава, а затем перешел на сторону императорского правительства Мэйдзи и участвовал в военных действиях против Айдзу-хана и других северных княжеств. В период Мэйдзи семья Тода из Огаки-хана получила титул виконта (伯爵).
Огаки-хан был ликвидирован в 1871 году.

## Правители княжества
- Род Исикава, 1600—1616 (фудай-даймё)

| № | Имя              | Имя      | Годы правления | Годы жизни  | Примечания                                                            |
| - | ---------------- | -------- | -------------- | ----------- | --------------------------------------------------------------------- |
| 1 | Исикава Ясумити  | 石川康通 | 1600 — 1607    | 1554 — 1607 | Старший сын Исикавы Иэнари (Кадзумасы)                                |
| 2 | Исикава Иэнари   | 石川家成 | 1607 — 1609    | 1534 — 1609 | Военачальник Токугавы Иэясу, участвовал во всех его военных кампаниях |
| 3 | Исикава Тадафуса | 石川忠総 | 1609 — 1616    | 1582 — 1651 | Сын Окубо Тадатика, был усыновлён Исикавой Иэнари                     |

- Род Мацудайра (ветвь Хисамацу), 1616—1624 (фудай-даймё)

| № | Имя                | Имя      | Годы правления | Годы жизни  | Примечания                              |
| - | ------------------ | -------- | -------------- | ----------- | --------------------------------------- |
| 1 | Мацудайра Тадаёси  | 松平忠良 | 1616 — 1624    | 1582 — 1624 | Второй сын Мацудайры Ясумото            |
| 2 | Мацудайра Норинага | 松平憲良 | 1624           | 1620 — 1647 | Второй сын и преемник Мацудайры Тадаёси |

- Род Абэ, 1624—1633 (фудай-даймё)

| № | Имя          | Имя      | Годы правления | Годы жизни  | Примечания                          |
| - | ------------ | -------- | -------------- | ----------- | ----------------------------------- |
| 1 | Абэ Нагамори | 岡部長盛 | 1616 — 1624    | 1568 — 1632 | Старший сын Абэ Тоцуна (1542—1584)  |
| 2 | Абэ Нобукацу | 岡部宣勝 | 1632 — 1633    | 1597 — 1668 | Старший сын и преемник Абэ Нагамори |

- Род Мацудайра (ветвь Хисамацу), 1633—1635 (симпан-даймё)

| № | Имя                | Имя      | Годы правления | Годы жизни  | Примечания                    |
| - | ------------------ | -------- | -------------- | ----------- | ----------------------------- |
| 1 | Мацудайра Садацуна | 松平定綱 | 1633 — 1635    | 1592 — 1652 | Третий сын Мацудайры Садакацу |

- Род Тода, 1635—1871 (фудай-даймё)

| №  | Имя            | Имя       | Годы правления | Годы жизни  | Примечания                                       |
| -- | -------------- | --------- | -------------- | ----------- | ------------------------------------------------ |
| 1  | Тода Удзиканэ  | 戸田 氏鉄 | 1635 — 1651    | 1576 — 1655 | Старший сын и преемник Тоды Кадзуаки             |
| 2  | Тода Удзинобу  | 戸田氏信  | 1651 — 1671    | 1600 — 1681 | Старший сын Тоды Удзиканэ                        |
| 3  | Тода Удзиаки   | 戸田氏西  | 1671 — 1684    | 1627 — 1684 | Старший сын и преемник Тоды Удзинобу             |
| 4  | Тода Удзисада  | 戸田氏定  | 1684 — 1723    | 1657 — 1733 | Старший сын Тоды Удзиаки                         |
| 5  | Тода Удзинага  | 戸田氏長  | 1723 — 1735    | 1687 — 1735 | Второй сын и преемник Тоды Удзисады              |
| 6  | Тода Удзихидэ  | 戸田氏英  | 1735 — 1768    | 1730 — 1768 | Второй сын Тоды Удзинаги                         |
| 7  | Тода Удзинори  | 戸田氏教  | 1768 — 1806    | 1756 — 1806 | Сын Мацудайры Такэтики, усыновлён Тодой Удзихидэ |
| 8  | Тода Удзиканэ  | 戸田氏庸  | 1806 — 1841    | 1780 — 1841 | Старший сын и преемник Тоды Удзинори             |
| 9  | Тода Удзимаса  | 戸田氏正  | 1841 — 1856    | 1814 — 1876 | Старший сын Тоды Удзиканэ                        |
| 10 | Тода Удзиакира | 戸田氏彬  | 1858 — 1865    | 1831 — 1865 | Старший сын и преемник Тоды Удзимасы             |
| 11 | Тода Удзитака  | 戸田氏共  | 1865 — 1871    | 1854 — 1936 | Четвертый сын Тоды Удзимасы                      |